# Tony Vaccaro
Tony Vaccaro, (20. prosince 1922 Greensburg, Pensylvánie – 28. prosince 2022 tamtéž) známý také jako Michael A. Vaccaro, byl americký fotograf, který byl známý fotografiemi z Německa a Evropy z let 1944–1945 a těsně po druhé světové válce. Po válce proslul jako fotograf módy a životního stylu pro americké časopisy.

## Život a dílo
Narodil se v Greensburgu v Pensylvánii jako druhé dítě ze tří (a jediný kluk) svým rodičům, kteří patřili mezi italské přistěhovalce, byl pokřtěn jako Michelantonio Celestino Onofrio Vaccaro.
Jeho otec Giuseppe Antonio Vaccaro (nar. 14. října 1874) byl z města Bonefro v regionu Molise Itálie. V roce 1926 se rodina přestěhovala zpět do Bonefra v Itálii, kde Tony strávil své mládí. Po vypuknutí druhé světové války, se Tony Vaccaro přestěhoval zpět do Spojených států s cílem vymani se z fašistického režimu a vojenské služby v Itálii. V USA v sedmnácti letech Vaccaro ukončil vzdělání na vysoké škole v New Rochelle v New Yorku. V roce 1943 byl povolán do americké armády a v roce 1944 poslán do Evropy.
Vaccaro bojoval v letech 1944 a 1945 v 83. pěchotní divizi americké armády v Normandii a pak v Německu.
Jeho role skauta mu dávala dostatek volného času na fotografování. Od konce války v Evropě se Vaccaro stal oficiálním fotografem pro řadu novin.
V září 1945 byl z armády propuštěn. Vaccaro zůstal v Německu, kde získal první práci jako fotograf pro orgány USA umístěných ve Frankfurtu, a pro magazíny Weekend, Sunday, armádní noviny Stars and Stripes. Do roku 1949 Vaccaro fotografoval v celém Německu a Evropě a dokumentoval poválečný život. Po návratu do USA v roce 1949 pracoval pro Life a Look a pak nastoupil do redakce Flair. Fotografie z jeho rozsáhlého (někdy i přes 4000 obrázků, které byly ztraceny při nehodě v roce 1948) válečného archivu, byly zveřejněny v roce 2001 v knize Entering Germany: Photographs 1944–1949. V roce 1994 mu byl udělen francouzský Řád Čestné legie v rámci oslav padesátého výročí invaze do Normandie.

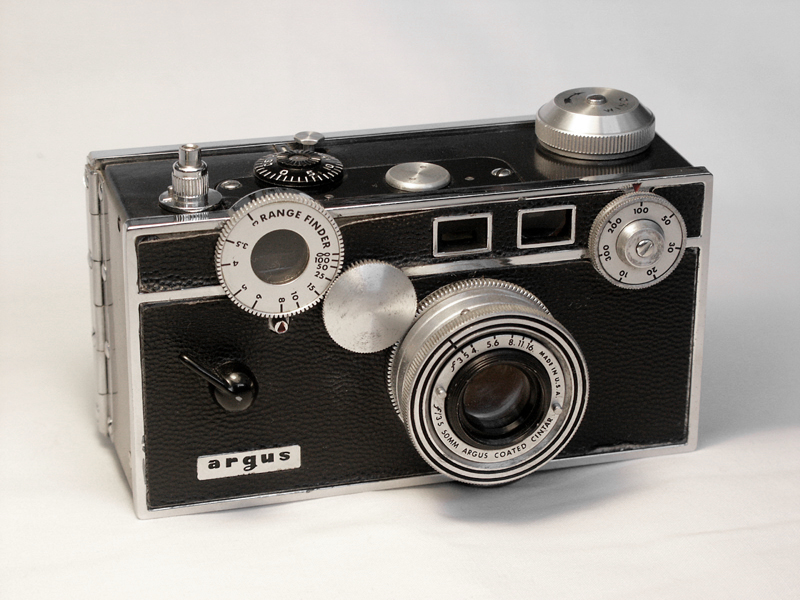
Argus C3

Ke své práci používal lehký a jednoduchý fotoaparát Argus C3.

## Publikace
- Luxembourg by Tony Vaccaro, 1944-1945. Luxembourg: Lions Club Luxembourg Country, 1995. ISBN 2-87978-002-0.
- Tony Vaccaro: la mia Italia, fotografie 1945-1955. Berlin: Galerie Bilderwelt, 1996.
- Tony Vaccaro: Deutschland 1945 - 1949. Berlin: Galerie Bilderwelt, 1999.
- Entering Germany: Photographs 1944-1949. [s.l.]: Taschen Verlag, 2001. ISBN 3-8228-5908-7.
- Shots of War - Vaccaro, Tony. Berlin: Galerie Bilderwelt, 2002. ISBN 9783905597349.
- Frank Lloyd Wright. Kirchentellinsfurth: Kultur-unterm-Schirm ve spolupráci s galerií Bilderwelt, 2002.
- Tony Vaccaro. Retrospektive. 70 Jahre Fotografie. [s.l.]: astfilm productions Berlin ve spolupráci s galerií Bilderwelt a Reinhardem Schultzem
- Shots of War - 1944-1945 - Tony Vaccaro. Berlin: Galerie Bilderwelt, 2002. ISBN 3-905597-34-9.
- Des Plages du Débarquement à Berlin, 1944-1945: Photographies de Tony Vaccaro. Blérancourt: Musée national de la coopération Franco-américaine (francouzsky)
- MILLER, Lee. Tony Vaccaro - Scatti di Guerra. Rome: Punctum Edizioni, 2009. ISBN 978-88-95410-34-0. (italsky)
- Hennighausen, Amelia (Sept. 17, 2016). The Wall Street Journal, "Exposing a Life, From WWII to the West Village" https://graphics.wsj.com/glider/nyvaccaro0915-a879056d-64ed-4761-be46-f4a2d8e9e476 Archivováno 31. 12. 2022 na Wayback Machine.
- Tony Vaccaro - Soldier with a camera 1944-1945. Luxembourg: Lions Club Luxembourg Country, 2017. ISBN 978-99959-0-315-2.

## Ceny a vyznamenání
- 1963 Zlatá medaile uměleckých ředitelů, New York[7]
- 1969 zlatá medaile World Press Photo, Haag[7]
- 1985 Key to the City a "Tony Vaccaro Day", New Rochelle, New York (8. května)
- 1994 Řád čestné legie, Paříž, Francie (23. května)[7]
- 1994 Le Trophee du Hommages, Caen, Francie
- 1994 La Flamme de la Liberté, Caen, Francie (12. června)
- 1995 Medaile Za zásluhy, Lucemburk, Lucembursko
- 1995 Řád umění a literatury, rytíř, Paříž, Francie
- 1996 Poštovní služba Spojených států amerických: obálka prvního dne, známka Georgia O'Keeffe (23. května). List přetiskl vedle známek fotografii, kterou Tony Vaccaro pořídil O'Keeffe v roce 1960.[8]
- 1996 Diplome de Citoyen d'Honneur, Rochefort, Francie (4. srpna)
- 2002 Medal of Honor, Lucemburk (16. června)[7]
- 2002 Foire aux Noix, Bastogne, Belgie (21. prosince)
- 2003 Das Verdienstkreuz, Berlín, Německo (26. srpna)[7]
- 2004 Záslužný řád Spolkové republiky Německo, rytíř, německý konzulát, New York City (21. února)[9]
- 2014 f, Pescara, Itálie (22. ledna)[7]
- 2017 Honoree, Queens Council on the Arts (16. února)[10]
- 2019 uveden do Mezinárodní fotografické síně slávy a muzea[11]